# Rádio CBS
Rádio CBS é uma emissora de rádio brasileira sediada em Santos, cidade do estado de São Paulo. Opera no dial AM, na frequência 650 kHz. Pertence à Rede Mundial de Comunicações, do empresário Paulo Masci de Abreu, que controla diversas outras emissoras de rádio em AM e FM do estado de São Paulo. Originalmente lançada em 660 kHz, a emissora operou como Rádio A Tribuna (em referência ao jornal homônimo), controlada pelo Sistema A Tribuna de Comunicação.

## História
Originada na frequência 660 kHz, a Rádio A Tribuna de Santos Ltda. foi a última outorga de rádio AM a ser concedida na cidade de Santos, inaugurada às 11 horas do dia 30 de julho de 1961, tendo como prefixo inicial ZYR-252 e potência de 1.000 watts. As instalações da nova emissora foram bentas pelo então bispo diocesano Dom Idílio José Soares, com o então prefeito de Santos, José Gomes, acionando a chave que colocou a Rádio A Tribuna no ar. Era de propriedade de Roberto Mário Santini e integrada ao grupo do jornal A Tribuna, com direção técnica de Élio Ávila de Souza - responsável pela emissora até 1980. Foi sucedido na direção geral por Roberto Clemente Santini, que colocou a emissora na disputa pela liderança de audiência, na Baixada Santista, com a Rádio Cultura de Santos. Em 1971, a emissora passou a operar em conjunto com a recém-adquirida Rádio Atlântica.
Sediada junto ao jornal, na Rua João Pessoa, e com torre de transmissão no bairro da Alemoa, sua programação era voltada a seleções musicais de música clássica, MPB e blues. Em 1987, passou a dedicar-se com mais ênfase aos programas jornalísticos e esportivos. Nesta fase, era levado ao ar o Censura Livre, comandado por Reynaldo Tavares com a produção de Edgard Lázaro e Carmo Eduardo B. Palmieri. Era um programa investigativo que, a cada semana, levava aos estúdios da emissora personalidades de diferentes atividades profissionais, que respondiam a um questionamento a que se submetiam por parte dos inquisidores. O programa era realizado ao vivo e os entrevistados só descobriam o teor das perguntas no momento em que eram questionados. A atração inspirou programas televisivos de sucesso, como Preto no Branco (desenvolvido por Carlos Manga, então diretor na TV Record de São Paulo), Pingo nos Is e Pinga-Fogo na TV Tupi. Em março de 1989, a Rádio A Tribuna passa a aderir ao gênero popular, com participação de ouvintes e distribuição de brindes ao vivo.
Em 1.º de janeiro de 1995, a rádio muda radicalmente e passa a ser afiliada à CBN, com programação all news, passando a se chamar CBN Santos. Nesta fase, a emissora possuía programas como o Notícia na Manhã, Esporte em Dois Toques, Girando o Esporte e o semanal Fórum CBN, tendo coordenação de Edgar Boturão. A emissora retransmitia os jogos do Santos FC e de outros grandes paulistas em rede com a Rádio Globo de SP entre 1995 e 1999 e em 2000 em rede com a CBN SP. A emissora ganhou novas instalações em 5 de maio de 1997, com a digitalização do sistema de áudio e computadores de apoio. A CBN Santos contava com uma equipe de seis jornalistas, quatro operadores e rádio e um operador de gravação.
Em 2001, a CBN encerra a afiliação com a AM. O Sistema A Tribuna acaba retomando o projeto somente em 2013, na faixa FM. A AM recebe autorização para mudar a frequência, passando a operar em 650 kHz. A rádio então é vendida para a Rede Mundial de Comunicações, do empresário Paulo Masci de Abreu chegando a se afiliar a Jovem Pan adotando o nome CBS. Nesta fase, chegou a ter direção do radialista Nando Moraes e teve diversas programações, seja própria ou repetições de projetos que já estavam no ar no FM da Baixada Santista. Já chegou a transmitir a Rádio Terra, repetindo a programação da 90.1 MHz de Mongaguá (quando estava nesta frequência), com uma curto período com produção própria em AM. Em 2017, passou a repetir por pouco tempo a Top FM de Mongaguá, voltando a transmitir como Rádio Terra até assumir oficialmente o projeto Rádio da Cidade em 28 de agosto de 2017.
A emissora segue nos 650 kHz AM de Santos.